# Schatzfund von Ellwangen
Der Schatzfund von Ellwangen umfasst mehr als 9200 Silbermünzen aus der Zeit von 1260 bis 1330, mit einem Gewicht von 5,82 Kilogramm, die aus einem Hort bei Ellwangen stammen. Der Hort gilt als der bedeutendste Münzschatz in Baden-Württemberg. Er wurde 2017 von zwei Sondengängern entdeckt, gegen die die Staatsanwaltschaft Ellwangen wegen Fundunterschlagung ermittelt.

## Fund
Die beiden Sondengänger entdeckten im Sommer 2017 den Schatz bei der Suche nach Militaria und Munition in der Feldmark bei Ellwangen zufällig und teilten ihn unter sich auf. Monate nach der Entdeckung legte ein Finder dem Landesamt für Denkmalpflege Baden-Württemberg Fundstücke vor. Dieses schaltete das Landeskriminalamt Baden-Württemberg ein. In einem Ermittlungsverfahren der Staatsanwaltschaft Ellwangen wegen Unterschlagung durchsuchte die Polizei im Mai 2018 die Wohnung des anderen Finders, wo sie weitere aus dem Hort stammende Münzen sicherstellte. Die Behörden gaben den Fund im Juni 2018 bekannt, teilten aber aufgrund der laufenden Ermittlungen zunächst keine weiteren Details mit.
Bei der Sichtung der Fundstücke stellten die Wissenschaftler fest, dass Keramikfragmente, ein bronzener Fingerring mit einem gefassten Stein sowie Textilienreste als vermutliches Verpackungsmaterial zum Hort gehörten. Nach Einschätzung des Landesamtes für Denkmalpflege Baden-Württemberg handelt es sich um einen der größten Münzschatzfunde des Spätmittelalters in diesem Bundesland, so dass ihm eine besondere wissenschaftliche Bedeutung zukomme.